# Маллоу (станция)
Маллоу — железнодорожная станция, открытая в 1849 году и обеспечивающая транспортной связью одноимённый город в графстве Корк, Республика Ирландия. Сама станция расположена немного в стороне от города, в Аннабелле.